# Ковальова Олександра Прокопівна
Ковальова Олександра Прокопівна (нар. 28 листопада 1948, с. Бондареве Старобільського району Луганської області — пом. 24 вересня 2024, Харків) — українська поетеса, перекладачка та літературознавиця. Член Національної спілки письменників України (1983). Кандидат філологічних наук (1980). Писала під псевдонімами: Олеся Шепітько, Алекс Шмідт, Сандра Флюстерлінґ.

## Життєпис
Народилася 28 листопада 1948 року у селі Бондареве Старобільського району Луганської області. Закінчила факультет іноземних мов Харківського державного університету (1971). Після закінчення навчання вчителювала; від 1988 року обіймала посаду доцента кафедри німецької філології Харківського педагогічного університету.
Авторка праць з теорії перекладу та літературної творчості. Очолювала Харківського культурологічне товариство «Спадщина» (1988—1994). Дебютувала у 1973 році добіркою віршів у журналі «Прапор».
Поезії О. Ковальової публікувались у перекладах англійською, білоруською, молдовською, німецькою та російською мовами. Основна тематика творчості — історичне минуле України, передусім Слобожанщини, природа рідного краю.
Член НСПУ з 1983 року.
Померла 24 вересня 2024 року у Харкові.

### Родина
Донька — Соловйова Юлія Олександрівна — кандидат педагогічних наук, доцент кафедри мистецтвознавства факультету аудіовізуального мистецтва Харківської державної академії культури.
Тітка Сергія Жадана — українського письменника, перекладача, громадського діяча та музиканта, який часто гостював у неї в юності в Харкові. Олександра Прокопівна познайомила його з письменниками, політиками, музикантами, журналістами, які «виступали за українську незалежність», а також із забороненою на той час рухівською літературою.

## Творчість
Автор поетичних збірок: «Степові озера» (1982), «Обрії» (1988), «Осіння проща» (2006), «Незглибиме літо Батьківщини» (2018), «Квіти ностальгії» (2021) та книги для дітей «Абетка доброти» (2005).
Авторка 2 книг прози «Триблаженне дерево» (2008), «Овлур та інші повісті» (2014), повісті «Пісні з колиски лихоліть»: ч. «Харків» (2017), № 7-8.
Перекладацький доробок: 15 книг (в тому числі книги: «Потік» (2011), «Блакить» (2014), «Демони міст» (2016), «Мій німецький канон» (2017).
Переклад романів Міхаеля Целлера «Кропп. Звіт», ч. «Харків» (2016), № 5-6; «Kastanien von Charkiv» (2020).
Переклад книги новел «Ундини» Райнгарда Кнодта  (Харків: «Факт», 2020); роману Даніеля Кельмана «Тіль» (Харків: «Фабула», 2021).
Упорядник та перекладач антологій харківської та нюрнберзької поезії: «Два міста»; «Понад час і простір»; «Мости поезії».

## Відомості про наукову, видавничу діяльність
Автор понад 50 статей з питань літератури в періодиці та літературно-художніх збірках. Упорядник та перекладач 10 поетичних антологій (в тому числі харківської та нюрнберзької поезії). Чисельні публікації в німецьких часописах (в тому числі: Wortlaut, Dullnraamer, Straßenkreuzer).

## Літературні премії та нагороди
- Стипендія міста Нюрнберга (2000),
- Премія ім. Костя Гордієнка (2008, Харків);
- Харківська обласна премія ім. О. Масельського (2010);
- Журналу «Березіль» (1996, 2008, 2011),
- Премія  міжнародного конкурсу «Бути людиною» (2018).